# Agustín Sant'Anna
Ariel Agustín Sant'Anna Quintero (Montevideo, 27 settembre 1997) è un calciatore uruguaiano, difensore del RB Bragantino.

## Carriera

### Club
Cresciuto nelle giovanili del Cerro, ha esordito il 4 ottobre 2015 in un match vinto 1-0 contro il Plaza Colonia.

### Nazionale
Nel 2017 con la nazionale Under-20 uruguaiana ha preso parte al vittorioso campionato sudamericano, giocando tre match.

## Statistiche

### Presenze e reti nei club
Statistiche aggiornate al 3 giugno 2024.
| Stagione                 | Squadra                  | Campionato               | Campionato | Campionato | Coppe nazionali | Coppe nazionali | Coppe nazionali | Coppe continentali | Coppe continentali | Coppe continentali | Altre coppe | Altre coppe | Altre coppe | Totale | Totale | Totale |
| Stagione                 | Squadra                  | Comp                     | Pres       | Reti       | Comp            | Pres            | Reti            | Comp               | Pres               | Reti               | Comp        | Pres        | Reti        | Pres   | Reti   |        |
| ------------------------ | ------------------------ | ------------------------ | ---------- | ---------- | --------------- | --------------- | --------------- | ------------------ | ------------------ | ------------------ | ----------- | ----------- | ----------- | ------ | ------ | ------ |
| 2015-2016                | Cerro                    | PD                       | 20         | 2          |                 | -               | -               |                    | -                  | -                  |             | -           | -           | 20     | 2      |        |
| 2016                     | Cerro                    | PD                       | 9          | 0          |                 | -               | -               |                    | -                  | -                  |             | -           | -           | 9      | 0      |        |
| 2017                     | Cerro                    | PD                       | 17         | 0          |                 | -               | -               | CL                 | 0                  | 0                  |             | -           | -           | 17     | 0      |        |
| 2018                     | Cerro                    | PD                       | 14         | 0          |                 | -               | -               | CS                 | 2                  | 0                  |             | -           | -           | 16     | 0      |        |
| Totale Cerro             | Totale Cerro             | Totale Cerro             | 60         | 2          |                 | -               | -               |                    | 2                  | 0                  |             | -           | -           | 62     | 2      |        |
| 2019                     | Nacional                 | PD                       | 4          | 0          |                 | -               | -               | CL                 | 3                  | 0                  |             | -           | -           | 7      | 0      |        |
| 2020                     | Dep. Maldonado           | PD                       | 32         | 1          |                 | -               | -               |                    | -                  | -                  |             | -           | -           | 32     | 1      |        |
| 2021                     | Defensor Sporting        | PD                       | 26         | 7          |                 | -               | -               |                    | -                  | -                  |             | -           | -           | 26     | 7      |        |
| 2022                     | Defensor Sporting        | PD                       | 33         | 6          | CU              | 3               | 0               |                    | -                  | -                  |             | -           | -           | 36     | 6      |        |
| Totale Defensor Sporting | Totale Defensor Sporting | Totale Defensor Sporting | 59         | 13         |                 | 3               | 0               |                    | -                  | -                  |             | -           | -           | 62     | 13     |        |
| 2023                     | Defensa y Justicia       | PD                       | 23         | 0          | CA+CdL          | 4+7             | 0               | CS                 | 11                 | 2                  |             | -           | -           | 45     | 2      |        |
| 2024                     | River Plate              | PD                       | 4          | 0          | CA+CdL          | 2+4             | 0               | CL                 | 3                  | 0                  | SA          | 0           | 0           | 13     | 0      |        |
| Totale carriera          | Totale carriera          | Totale carriera          | 182        | 16         |                 | 20              | 0               |                    | 19                 | 2                  |             | -           | -           | 221    | 18     |        |

## Palmarès

### Club

#### Competizioni nazionali
- Copa Uruguay: 1

Defensor Sporting: 2022

### Nazionali
- Campionato sudamericano Under-20: 1

Ecuador 2017